# Ikaeria
Ikaeria is een geslacht van korstmossen behorend tot de familie Teloschistaceae. De typesoort is Ikaeria aurantiellina.

## Geslachten
Volgens Index Fungorum telt het geslacht twee soorten (peildatum november 2021):
| Soortnaam             | Auteur(s)                         | Publicatiejaar |
| --------------------- | --------------------------------- | -------------- |
| Ikaeria aurantiellina | (Harm.) S.Y. Kondr., Upreti & Hur | 2017           |
| Ikaeria serusiauxii   | Sipman                            | 2020           |